# Pyrgaspis haloxylonomyiae
Pyrgaspis haloxylonomyiae är en stekelart som beskrevs av Mikhail Vasilievich Kozlov 1967. Pyrgaspis haloxylonomyiae ingår i släktet Pyrgaspis och familjen gallmyggesteklar. Inga underarter finns listade i Catalogue of Life.